# Turbat
Turbat (Urdu تُربت) ist eine Stadt im Südwesten der Provinz Belutschistan, Pakistan. Turbat ist Verwaltungssitz des Distrikts Kech und, mit mehr als 200.000 Einwohnern, nach Quetta die nach Einwohnerzahl zweitgrößte Stadt der Provinz.

## Geographische Lage
Turbat liegt im Südwesten der Provinz in der wüstenhaften Region Makran und war bis zur Auflösung der dritten Verwaltungsebene Pakistans im Jahre 2000 Verwaltungssitz der Makran Division. Die Stadt liegt am Südufer des hier von Ost nach West verlaufenden Flusses Ketsch, der sich etwa 40 km weiter westlich am Nordende des Mirani-Stausees mit dem von Westen kommenden „Nihing Kaur“ vereinigt, wobei beide nunmehr im nach Süden durch den Stausee und von dort zum Arabischen Meer entwässernden Dascht aufgehen. Das Tal des Ketsch wird entlang seiner Nordseite von der Gebirgskette der Central Makran Range begrenzt, deren Gipfel bis zu 3000 m hoch sind.

## Verkehrsanbindung
Turbat liegt etwas abseits der beidseitig einspurigen Autobahn M-8 (Ratodero-Gwadar-Motorway), die von Hoshab im Osten entlang dem Nordufer des Ketsch verläuft, den Fluss dann etwa 10 km westlich von Turbat überquert und von dort nach Süden zum entlang der Küste des Arabischen Meers verlaufenden „Makran Coastal Highway“ (Nationalstraße N-10) führt. Von der M-8 in die Stadt sind es etwa 15 km auf der Mand Road mit deren Brücke über den Ketsch unmittelbar nördlich der Stadt oder rund 12 km auf der Mirani Dam Road, die von Westen und der dortigen M-8 Brücke über den Ketsch nach Turbat führt. Über die M-8 und die N-10 sind es etwa 160 km bis in das südwestlich am Arabischen Meer gelegene Gwadar. Nach dem südöstlich an der Küste gelegenen Pasni sind es 125 km über die Turbat-Pasni-Road, und nach Hoshab im Osten sind es 115 km über die M-8. Karatschi liegt rund 450 km östlich, Quetta etwa 700 km nordöstlich (jeweils Luftlinie).
Der Flughafen Turbat (IATA-Code: TUK) liegt unmittelbar südwestlich der Stadt. Er wird von Pakistan International Airlines bedient, mit Flügen nach Karatschi, Quetta, Gwadar und Dalbandin in Pakistan sowie nach Abu Dhabi, Schardscha und Maskat auf der Arabischen Halbinsel. Die Verbindungen nach Oman und den VAE dienen vor allem den vielen dort arbeitenden Belutschen.

## Bevölkerungsentwicklung
Die Einwohnerzahl ist insbesondere seit der Wende zum 21. Jahrhundert enorm gestiegen:
| Jahr      | 1972   | 1981   | 1998   | 2017    |
| Einwohner | 27.671 | 52.337 | 68.603 | 213.831 |

## Wirtschaft
Die örtliche Wirtschaft basiert auf der Verarbeitung und Vermarktung der im Tal des Ketsch, teilweise mit Hilfe von Bewässerung produzierten landwirtschaftlichen Erzeugnisse. Turbat ist dabei besonders bekannt als Umschlagplatz für die in der Gegend produzierten Datteln und ist auch Standort einer Fabrik zur Dattel-Verarbeitung. Andere wichtige Produkte der Umgebung sind Sorghumhirsen, Gerste, Weizen und Reis sowie Rinder, Ziegen und Schafe.

## Klima
In Turbat herrscht ein ausgeprägtes Wüstenklima, in der Klimaklassifikation nach Köppen und Geiger als „BWh“ bezeichnet. Die jährliche Niederschlagsmenge beträgt lediglich 123 mm und durchschnittliche Höchsttemperaturen erreichen im Juni 44,4 Grad Celsius.
|                        | Jan  | Feb  | Mär  | Apr  | Mai  | Jun  | Jul  | Aug  | Sep  | Okt  | Nov  | Dez  |   |      |
| Mittl. Temperatur (°C) | 18,1 | 20,5 | 24,9 | 29,0 | 34,3 | 36,4 | 34,3 | 33,3 | 31,9 | 29,0 | 24,0 | 19,4 | ⌀ | 28   |
| Mittl. Tagesmax. (°C)  | 25,1 | 28,0 | 33,1 | 37,4 | 42,5 | 44,4 | 40,7 | 40,4 | 39,3 | 37,5 | 32,2 | 27,1 | ⌀ | 35,7 |
| Mittl. Tagesmin. (°C)  | 11,1 | 13,0 | 16,8 | 20,7 | 26,1 | 28,4 | 27,9 | 26,3 | 24,5 | 20,5 | 15,8 | 11,8 | ⌀ | 20,3 |
|                        |      |      |      |      |      |      |      |      |      |      |      |      |   |      |
| Niederschlag (mm)      | 22   | 14   | 16   | 9    | 11   | 4    | 25   | 1    | 3    | 2    | 3    | 13   | Σ | 123  |

| 11,1 |

| 13,0 |

| 16,8 |

| 20,7 |

| 26,1 |

| 28,4 |

| 27,9 |

| 26,3 |

| 24,5 |

| 20,5 |

| 15,8 |

| 11,8 |

| 11,1 |

| 13,0 |

| 16,8 |

| 20,7 |

| 26,1 |

| 28,4 |

| 27,9 |

| 26,3 |

| 24,5 |

| 20,5 |

| 15,8 |

| 11,8 |

Nach heftigen Regenfällen wie bei den gelegentlich auftretenden gewaltigen Winterregenstürmen oder beim Ausregnen eines Zyklons über Makran kann der Ketsch, wie alle Gebirgsbäche und -flüsse in Belutschistan, schnell zu einem reißenden, Hochwasser führenden Strom mutieren und über die Ufer treten. So wurden Turbat und andere Siedlungen im Tal des Ketsch im Juni 2007 weitgehend überschwemmt, als der Zyklon „Yemyin“ über Makran hinwegzog, und Tausende mussten ihre Häuser verlassen.

## Geschichte
Turbat war Hauptstadt des im 18. Jahrhundert gegründeten Fürstenstaats Makran, der von 1876 bis 1947 unter britischer Oberhoheit stand und nach der 1947 erfolgten Teilung von Britisch-Indien und der gleichzeitigen Gründung von Pakistan am 17. März 1948 formell Pakistan beitrat. Der Nawab von Makran residierte im nahen Shahi Tump, unmittelbar westlich der Stadt. Als der Fürstenstaat im Oktober 1955 im Zuge der Bildung der Provinz Westpakistan aufgelöst wurde, wurde Turbat Verwaltungssitz des Distrikts Makran. Mit der Verwaltungsreform von 1970 blieb Turbat innerhalb der Provinz Belutschistan Verwaltungssitz des Distrikts, der 1977 in Makran Division umbenannt wurde. Seit der Verwaltungsreform von 2000, bei der die Divisionen eliminiert wurden, ist Turbat Sitz des Distrikts Kech.